# Улица Клары Цеткин (Казань)
Улица Клары Цеткин (тат. Клара Цеткин урамы) — магистральная улица в Кировском районе города Казани, соединяющая по кратчайшему пути поселки Аракчино, Старое Аракчино, Красная горка и другие (через Аракчинское шоссе и улицу Боевую) с Большим Казанским кольцом. Главная ось Адмиралтейской слободы.

## Расположение
Улица Клары Цеткин берёт своё начало от пересечения с улицей Несмелова (под железнодорожным мостом Южного внутригородского железнодорожного хода Казанского отделения ГЖД), пересекает улицы Серп и Молот, Кызыл-Армейскую, Урицкого, Адмиралтейскую и заканчивается переходом в Боевую улицу. Проезжая часть улицы Клары Цеткин имеет четыре полосы движения (по две полосы в каждом направлении).

## Происхождение названия
Согласно реестру названий улиц города улица получила своё название 2 ноября 1927 года в честь Клары Цеткин — немецкого политика, деятельницы немецкого и международного коммунистического движения, одной из основателей Коммунистической партии Германии, активистки борьбы за права женщин.
В 2005 году в Казани улицам с названиями, отнесенными к коммунистическому прошлому России, массово присваивались исторические или новые названия. Так, улица Клары Цеткин была переименована в улицу Бишбалта (рус. Пять Топоров). Однако через некоторое время, после массовых протестов граждан, улице вернули имя Клары Цеткин.

## История
Ранее улица называлась Московской (Московский тракт) и вела к Дальнему Устью к пароходным пристаням. Улица, как и сейчас, шла от Кировской дамбы к перекрёстку с улицей Большой. Далее дорога уходила на юг, вдоль старого русла Казанки к Волге. Тогда на улице располагались паровая мельница Романова, павильоны сельскохозяйственной выставки и сад Рыбака. С 1875 года по улице начала ходить казанская конка, тогда же было построено нынешнее депо спецтехники МУП МЭТ. В 1899 году конку заменил электрический трамвай.
На 1939 год на улице имелось около 40 домовладений: №№ 1–25, 29/65–39 по нечётной стороне и №№ 2а–30/17, 34–36 по чётной.
До 2010 года по центру улицы на одном уровне с проезжей частью пролегали трамвайные рельсы, которые были демонтированы, а сама проезжая часть полностью отремонтирована.
В 2014 году на улице была построена мечеть «Бишбалта».
| Многоэтажная жилая застройка | Многоэтажная жилая застройка | Многоэтажная жилая застройка |
| № дома                       | Год постройки                | Количество этажей            |
| ---------------------------- | ---------------------------- | ---------------------------- |
| 11                           | 1981                         | 9                            |
| 12                           | 1926                         | 2                            |
| 13                           | 1969                         | 5                            |
| 30/23                        | 1953                         | 3                            |
| 31А                          | 1959                         | 4                            |
| 33                           | 1999                         | 5                            |
| 34                           | 1986                         | 9                            |

## Примечательные объекты
- № 1/22 — жилой дом завода «Серп и Молот» (архитектор Махмут Игламов[тат.], 1948 год).[8][9]
- № 3/1 — часовня при Мариинской богадельне.[8]
- нечётная сторона улицы, между улицами Серп и Молот и Кзыл-Армейская — парк имени Столярова.
- № 8/27 и др. — комплекс зданий механического завода Свешникова (позже «Серп и Молот», бо́льшая часть снесена).[8]
- № 11 — жилой дом завода «Серп и Молот».[10]
- № 11, 13, 15, 17/27 — жилые дома завода «Сантехприбор».[11]
- чётная сторона улицы, между Кзыл-Армейской улицей и домом № 16 — сад рыбака.
- № 20 — жилой дом (конец XIX — начало XX века).[8]
- № 31а — жилой дом шарико-подшипникового завода.[12] Атакован украинским БПЛА 21 декабря 2024 года.
- № 34 — бывшее общежитие завода медаппаратуры.

## Транспорт
- Автобусы: 2, 30, 45, 49. Остановочные пункты: «Серп и молот», «Урицкого», «Адмиралтейская».
- По улице ходил трамвай № 1, но с 2007 года[13] трамвайное движение здесь упразднено.